# Anamarija Semenčić
Anamarija Semenčić, rođ. Jelinčić (Rijeka, 12. rujna 1932. – Zagreb, 22. kolovoza 2018.) bila je hrvatska arhitektica. Hrabrost njezinih arhitektonskih zamisli osobito je došla do izražaja 1960-ih i 1970-ih tijekom suradnje s prof. Nevenom Šegvićem. Tada, među ostalim, surađuje i na projektu nove zgrade dubrovačkog hotela "Excelsior", koji je svojom avangardističkom intervencijom u urbani prostor postao paradigmom suvremenoga poimanja arhitekture na ovim prostorima.

## Životopis
Poslije završene Sušačke gimnazije 1951. godine, Anamarija trajno seli u Zagreb. Na zagrebačkom Arhitektonskom fakultetu 1957. diplomira arhitekturu, građevinarstvo i geodeziju. Kao jedna od rijetkih aktivnih projektantica u Hrvatskoj, svoje odvažne zamisli u početku ostvaruje kao voditeljica arhitektonske skupine unutar građevinskog poduzeća "Tempo", koje je slovilo kao jedno od najproduktivnijih i najznačajnijih građevinskih poduzeća negdašnje Jugoslavije. U razdoblju od 1959. do 1973. u "Tempu" ostvaruje niz projekata te koordinira i nadgleda izvedbu svojih objekata diljem Hrvatske i šire. Surađuje s nizom uglednih arhitekata, urbanista i građevinara svoga vremena, primjerice Zdenkom Kolaciom i Aleksandrom Bakalom. Godine 1973. karijeru nastavlja u "Inžinjering projektu", a zbog svojih postignuća i iskazanoga menadžerskoga talenta kasnije postaje i direktoricom te projektantske tvrtke. 
Tijekom karijere aktivno je sudjelovala u društveno i sociološki iznimno značajnom projektu stambenog zadrugarstva Hrvatske, u sklopu kojega surađuje sa stambenim zadrugama "Kooperativ", "Mladost", "Novi dom" i "Mogućnost". Mnogim je svojim stambenim i urbanističkim projektima utjecala na izgled pojedinih zagrebačkih naselja, primjerice Utrina i Sigeta. I poslije umirovljenja djeluje kao autorica mnogih građevinskih projekata te surađuje s poduzećima "Nivogradnja" i "Megrad".

## Arhitektonski projekti i ostvarenja

### Izvedeni objekti
- Hotel "Matija Gubec", Stubičke Toplice 1972.[2]
- Volkswagenov servis, Velika Gorica 1973.[3]
- Informatički centar Grada Zagreba, 1987.[4]
- Općinski sud, Zelina 1993.

### Višestambene zgrade
- Četveroetažna stambena zgrada ugao Vinogradska-Podolje, 1968.
- Tri stambene zgrade u Svetošimunskoj (uz Policijsku akademiju)
- Stambena zgrada s tri stana Gregorjančeva, 1974.
- Stambeno-poslovni centar kompleks "Lukovac", Dobri dol, Zagreb, 1982.
- Više stambene zgrade u nizu, dva niza u Trpanjskoj (po deset jedinica), 1988.
- Stambeno poslovna zgrada Petrova 60, 1993.
- Stambena zgrada u Boljševićevoj (Sloboština, Zagreb), 1992.
- Stambeno-poslovna zgrada Kranjčevićeva 22, Zagreb, 1995.
- Dvije stambeno-poslovne zgrade u Zelinskoj, 1995./1996.
- Tri stambene zgrade (Brezje) u produženoj Miramarskoj, 1997./1998.
- Stambeno poslovna zgrada Dankovečka, 1999./2000.
- Stambeni kompleks s dvije zgrade u Adžijinoj, 2003./2004.

##### Stambeni nizovi
- Kompleks atrijskih stambenih nizova Siget (40 jedinica), 1970.[1]
- Dva stambena niza Utrine, 1970.[1]
- Dva stambena niza, Jarnovićeva, Prečko, 1981.
- Kompleks stambenih terasastih nizova s centralnim trgom, prostorom i garažom Tuškanac - Vijenac

## Vanjske poveznice
- Registar moderne i postmoderne zagrebačke arhitekture: Anamarija Semenčić – Jelinčić
- MUO / AthenaPlus: Jelinčić, Anamarija (Hotel "Matija Gubec", Stubičke Toplice, 1972.)